# Halo 2
Halo 2 és un videojoc d'acció en primera persona desenvolupat per Bungie Studios. Publicat exclusivament per a Xbox el 9 de setembre de 2004, el joc és la segona entrega de la franquícia Halo i la seqüela de l'aclamat Halo: Combat Evolved publicat el 2001. El 17 de maig de 2014 se'n va publicar una versió per Microsoft Windows, desenvolupat per un grup de Microsoft Game Studios anomenat Hired Gun. El joc fa servir un nou motor de joc i el motor físic Havok, afegeix nous vehicles i armes i nous mapes multijugador.
Després de l'èxit que va suposar Halo: Combat Evolved, se n'anticipava des de feia temps una seqüela. Bungie va aprofitar forats en l'argument i en la mecànica del primer joc per fer-la, incloent-hi un mode multijugador a través de Xbox Live. A la campanya, el jugador emprèn alternativament els rols del Master Chief i l'Arbiter, immersos en un conflicte entre la United Nations Space Command i l'armada genocida Covenant ambientat al segle XXVI.
Des del seu llançament, Halo 2 es va convertir en el joc més popular de Xbox Live, i va mantenir la seva posició fins que va sortir Gears of War per la Xbox 360 gairebé dos anys després. El 20 de juny de 2006 ja s'havien jugat més de 500 milions de partides de Halo 2 i més de 710 milions d'hores del seu mode en línia; el 9 de maig de 2007 el joc ja tenia més de cinc milions de jugadors únics. Halo 2 fou el joc més venut per a Xbox, amb més de 8 milions de còpies venudes, almenys 6,3 milions de les quals venudes als Estats Units. La recepció del videojoc per part dels crítics va ser generalment positiva, la majoria d'ells alabant-ne el seu mode multijugador, encara que també va rebre queixes per la deixada en suspens del mode campanya.
Es preveu que el joc es refaci i publiqui a Halo: The Master Chief Collection, una compilació d'alguns dels jocs de la franquícia planejada per l'11 de setembre de 2014.